# Ulosyneda
Ulosyneda là một chi bướm đêm thuộc họ Erebidae.